# Macrorhynchia quadriarmata
Macrorhynchia quadriarmata is een hydroïdpoliep uit de familie Aglaopheniidae. De poliep komt uit het geslacht Macrorhynchia. Macrorhynchia quadriarmata werd in 2000 voor het eerst wetenschappelijk beschreven door Watson. 